# Lissotriton vulgaris
Lissotriton vulgaris là một loài sa giông. Loài này phân bố khắp châu Âu và một số khu vực châu Á,:237:234–238:42–44:234–235 và đã được du nhập vào Australia. Các cá thể có màu nâu với mặt dưới có đốm có màu từ cam đến trắng. Chúng đạt độ dài trung bình là 8–11 cm; con đực lớn hơn con cái. Da của sa giông khô và như nhung khi chúng sống trên cạn, nhưng nó trở nên mịn màng khi chúng di cư xuống nước để sinh sản.:238 Con đực phát triển màu sắc sặc sỡ hơn và một đường nối da dễ thấy (mào) trên lưng khi sinh sản.:238–240
Loài này có 3 phân loài:*L. vulgaris ampelensis (Fuhn, 1951)
- L. vulgaris meridionalis (Boulenger, 1882)
- L. vulgaris vulgaris (Linnaeus, 1758)

Loài này có 48 danh pháp đồng nghĩa. 